# Plemyria peralbata
Plemyria peralbata là một loài bướm đêm trong họ Geometridae.